# Гептасульфид тетрафосфора
Гептасульфид тетрафосфора — бинарное неорганическое соединение 
фосфора и серы
с формулой P4S7,
кристаллы.

## Получение
- Сплавление фосфора и серы в инертной атмосфере:

{\displaystyle {\mathsf {P+S\ {\xrightarrow[{CO_{2}}]{305^{o}C}}\ P_{4}S_{7}}}}

## Физические свойства
Гептасульфид тетрафосфора образует кристаллы 
моноклинной сингонии, пространственная группа P 21/n, параметры ячейки a = 0,8895 нм, b = 1,744 нм, c = 0,6779 нм, β = 92,73°, Z = 4
.
Соединение конгруэнтно плавится при температуре 305÷310°С.